# MiSK Foundation
Фонд принца Мухаммеда бін Салмана бін Абдулазіза (або Фонд MiSK) (араб. مؤسسة الأمير محمد بن سلمان بن عبدالعزيز مسك) — некомерційний фонд, заснований наслідним принцом Саудівської Аравії Мухаммадом бін Салманом у 2011 році. 

## Історія
Створений у 2011 році фонд MiSK був ініційований Мохаммедом бін Салманом, на той час радником губернатора Ер-Ріяда. Назва фонду походить від слова "misk" ("мускус" в перекладі з англійської), парфуми якого є символом щедрості та доброзичливості.  Робота Фонду зосереджена на освіті, культурі та ЗМІ. 
Фонд MiSK започаткував "Tweeps Forum" у 2013 році, щорічний мережевий захід, який об'єднує саудівську молодь з лідерами соціальних мереж і збирає таких спікерів, як Абдалла ібн Заїд Аль-Нахайян та Іванка Трамп.
У жовтні 2015 року Фонд "MiSK" виступив одним з головних партнерів 9-го Молодіжного форуму ЮНЕСКО в Парижі.  У вересні 2016 року дві організації підписали "Рамкову угоду про співробітництво" у сфері розвитку молоді, освіти, новітніх технологій, культури та науки. У травні 2017 року в Ер-Ріяді відбувся 7-й Міжнародний форум неурядових організацій, організований у партнерстві з фондом MiSK. 
У 2017 році Фонд став «компанією-учасником» консорціуму MIT Media Lab . 
Мистецький інститут MiSK, заснований у 2017 році, є мистецькою філією Фонду MiSK.    MiSK очолив павільйон Саудівської Аравії на Венеціанській бієнале 2019 року, організувавши виставку саудівської художниці з Джидди - Захри Аль-Гамді. 
Saudi Codes – це освітня програма, яка впроваджується у партнерстві між Misk, Міністерством освіти Саудівської Аравії та Комунікаційною та інформаційною телекомунікаційною компанією (STC). 
Фонд MiSK запустив у 2019 році програму Growth Accelerator для підтримки технологічних стартапів у регіоні Близького Сходу та Північної Африки. У співпраці з Міністерством хаджу Саудівської Аравії фонд MiSk запустив ініціативу Misk AL-Mashaer, яка спрямована на залучення волонтерів для допомоги паломникам під час сезону хаджу. 
У листопаді 2018 року, через місяць після вбивства саудівськими урядовими агентами журналіста Джамаля Хашоггі, Фонд Білла та Мелінди Гейтс припинив фінансування Фонду. Це рішення поклало край спільній ініціативі Фонду Гейтсів та Фонду MiSK під назвою "Великі виклики MiSK", в рамках якої надавалися гранти організаціям по всьому світу, які працювали над створенням інноваційних рішень для вирішення проблем розвитку. У 2017 році Фонд Гейтсів виділив 5 мільйонів доларів США на грантову програму MiSK Grant Challenges. "Викрадення і вбивство Джамала Хашоггі викликають надзвичайне занепокоєння", - йдеться у заяві Фонду Гейтсів.  
На початку 2019 року фонд MISk підписав партнерські договори з 500 стартапами для сприяння розвитку підприємництва.  Того ж року група молодих саудівців і саудиток представляла Фундацію на Саміті "Youth 20 Summit" (Y20), що відбувся в Японії.
У квітні 2022 року Фонд MiSK придбав 96% акцій японської компанії-виробника відеоігор SNK. 

## Зовнішні посилання
- Офіційний сайт